# Matthew "Mdot" Finley
Matthew Anthony "Mdot" Finley (12 de julho de 1987) é um músico, compositor, ator, dançarino e produtor musical.
É mais conhecido por seu papel como Luke Williams no filme Original do Disney Channel, Camp Rock 2: The Final Jam que estreou no dia 3 de setembro de 2010 nos EUA.

## Filmes
| ano  | Titulo      | nome          | canal          |
| ---- | ----------- | ------------- | -------------- |
| 2010 | Camp Rock 2 | Luke Williams | Disney Channel |

## Clipes de música
• 2010: "Fire"
• 2010 It's On
• 2010 Walking In My Shoes
• 2010 Tear It Down

## Turnês
- 2010: "Camp Rock World Tour 2010"